# Alanis Unplugged
Alanis Unplugged é o quinto álbum de carreira, e o primeiro álbum ao vivo lançado pela cantora canadense Alanis Morissette, em 9 de Novembro de 1999. 
O álbum inclui canções pertencentes aos seus álbuns anteriores (Jagged Little Pill e Supposed Former Infatuation Junkie), bem como um cover da música "King of Pain" do grupo The Police. Alcançou o primeiro lugar na tabela portuguesa, com 120 mil cópias vendidas, e, até Setembro de 2008, já foram vendidas 646 mil cópias nos Estados Unidos e cerca de 6 milhões no mundo.
É o álbum mais bem vendido da cantora no Brasil, vendendo cerca de 1 milhão e 316 mil cópias. 

## Faixas
1. "You Learn"
2. "Joining You"
3. "No Pressure Over Capuccino"
4. "That I Would Be Good"
5. "Head over Feet"
6. "Princess Familiar"
7. "I Was Hoping"
8. "Ironic"
9. "These R The Thoughts"
10. "King of Pain" (Cover The Police)
11. "You Oughta Know"
12. "Uninvited"